# Aleksa Vukanović
Aleksa Vukanović (in serbo Алекса Вукановић?; Bačka Palanka, 18 giugno 1992) è un calciatore serbo, attaccante del Vojvodina.

## Caratteristiche tecniche
È un'ala sinistra.

## Carriera
Ha esordito in Superliga il 22 luglio 2017 disputando con il Napredak Kruševac l'incontro pareggiato 2-2 contro la Stella Rossa e trovando subito la via del gol.
Il 18 gennaio 2019 è stato acquistato a titolo definitivo dalla Stella Rossa.

## Palmarès

### Club

#### Competizioni nazionali
- Campionato serbo: 2

Stella Rossa: 2019-2020, 2020-2021
- Coppa di Serbia: 1

Stella Rossa: 2020-2021